# Their Greatest Hits (1971–1975)
Their Greatest Hits (1971–1975) ist ein Best-of-Album der US-amerikanischen Country-Rock-Band Eagles, das am 17. Februar 1976 veröffentlicht wurde. Veröffentlicht wurde das Album über das Label Asylum Records.

## Produktion und Gastbeiträge
Their Greatest Hits (1971–1975) beinhaltet ausschließlich Lieder, die auf den vorigen Studioalben Eagles, Desperado, On the Border und One of These Nights enthalten waren und als Singles veröffentlicht wurden. Gastbeiträge von anderen Musikern sind auf Their Greatest Hits (1971–1975) nicht enthalten.

## Titelliste
1. Take It Easy – 3:29
2. Witchy Women – 4:10
3. Lyin’ Eyes – 6:22
4. Already Gone – 4:13
5. Desperado – 3:33
6. One of These Nights – 4:51
7. Tequila Sunrise – 2:52
8. Take It to the Limit – 4:48
9. Peaceful Easy Feeling – 4:16
10. Best of My Love – 4:35

## Kommerzieller Erfolg

### Chartplatzierungen
Their Greatest Hits (1971–1975) debütierte in den amerikanischen Billboard 200 auf vier. In der zweiten Chartwoche erreichte das Album die Spitzenposition der US-amerikanischen Albumcharts. In der Schweiz stieg der Tonträger 2018 auf Platz 61 ein, und hielt sich eine Woche in den Charts. Im Vereinigten Königreich hielt sich das Album vier Wochen lang auf Platz zwei der Charts.
| ChartsChartplatzierungen       | Höchstplatzierung | Wochen |
| ------------------------------ | ----------------- | ------ |
| Vereinigte Staaten (Billboard) | 1 (464 Wo.)       | 464    |
| Vereinigtes Königreich (OCC)   | 2 (118 Wo.)       | 118    |

| ChartsJahrescharts (1976)      | Platzierung |
| ------------------------------ | ----------- |
| Vereinigte Staaten (Billboard) | 4           |
| Vereinigtes Königreich (OCC)   | 8           |

| ChartsJahrescharts (1977)      | Platzierung |
| ------------------------------ | ----------- |
| Vereinigte Staaten (Billboard) | 12          |
| Vereinigtes Königreich (OCC)   | 23          |

| ChartsJahrescharts (2016)      | Platzierung |
| ------------------------------ | ----------- |
| Vereinigte Staaten (Billboard) | 146         |

| ChartsJahrescharts (2019)      | Platzierung |
| ------------------------------ | ----------- |
| Vereinigte Staaten (Billboard) | 132         |

| ChartsJahrescharts (2020)      | Platzierung |
| ------------------------------ | ----------- |
| Vereinigte Staaten (Billboard) | 116         |

| ChartsJahrescharts (2022)      | Platzierung |
| ------------------------------ | ----------- |
| Vereinigte Staaten (Billboard) | 194         |

| ChartsJahrescharts (2023)      | Platzierung |
| ------------------------------ | ----------- |
| Vereinigte Staaten (Billboard) | 180         |

### Auszeichnungen für Musikverkäufe
Their Greatest Hits (1971–1975) wurde in den Vereinigten Staaten mit Platin ausgezeichnet. 2018 wurde es dort mit 38fach-Platin ausgezeichnet, was es zum meistverkauften Album in der Geschichte der Recording Industry Association of America macht. Weltweit verkaufte sich das Album laut Auszeichnungen über 41 Millionen Mal.
| Professionelle Bewertungen | Professionelle Bewertungen |
| -------------------------- | -------------------------- |
| Kritiken                   |                            |
| Quelle                     | Bewertung                  |
| allmusic                   | [ 14 ]                     |

| Land/Region                  | Auszeichnungen für Musikverkäufe (Land/Region, Auszeichnung, Verkäufe) | Verkäufe   |
| ---------------------------- | ---------------------------------------------------------------------- | ---------- |
| Australien (ARIA)            | 8× Platin                                                              | 560.000    |
| Hongkong (IFPI/HKRIA)        | Platin                                                                 | 20.000     |
| Kanada (MC)                  | 2× Diamant                                                             | 2.000.000  |
| Neuseeland (RMNZ)            | 11× Platin                                                             | 220.000    |
| Vereinigte Staaten (RIAA)    | 38× Platin                                                             | 38.000.000 |
| Vereinigtes Königreich (BPI) | Platin                                                                 | 300.000    |
| Insgesamt                    | 29× Platin · 5× Diamant ·                                              | 41.100.000 |

Hauptartikel: Eagles/Auszeichnungen für Musikverkäufe